# Gian Piero Reverberi
Gian Piero Reverberi (ur. 29 lipca 1939 w Genui, Włochy) – włoski muzyk, kompozytor i aranżer, młodszy brat Gianfranco Reverberiego, również kompozytora i aranżera. 

## Życiorys

### Lata 50. i 60.
Gian Piero Reverberi po ukończeniu liceum w wieku 16 lat wstąpił do konserwatorium im. Niccolò Paganiniego w Genui, gdzie studiował pod kierunkiem Sergia Lauricelli zdobywając w wieku 19 lat dyplom w klasie fortepianu, a w wieku 24 – w klasie kompozycji i dyrygentury; swoją dyplomową kompozycję poprowadził osobiście. Przyjechał do Mediolanu, gdzie był już obecny od pewnego czasu jego brat, współpracujący tam z młodymi, utalentowanymi artystami jak: Adriano Celentano, Giorgio Gaber czy Enzo Jannacci. Gian Piero w pewnym sensie zastępował brata, gdy ten musiał odbyć służbę wojskową. Obaj wspólnie z Nannim Ricordim, założycielem wytwórni płytowej, stali się promotorami ugrupowania artystów, nazwanego później genueńską szkołą śpiewających poetów. 
Mając 20 lat dokonał pierwszej znaczącej aranżacji biorąc na warsztat piosenkę „La gatta” Gino Paolego. Następnie zaaranżował inne jego piosenki jak: „Senza fine”, „Sassi”, „Un uomo vivo”. Później współpracował z Luigim Tenco (między innymi aranżacja piosenek „Quando”, „Se qualcuno ti dirà”) i Fabriziem De André (aranżacja pierwszych 8 albumów). W 1963 roku skomponował swój pierwszy utwór „Se mi vuoi lasciare”, wykonany przez Michele. W 1968 roku wyprodukował albumy zespołów Le Orme i New Trolls, w tym Senza orario senza bandiera tego ostatniego, uważany za pierwszy włoski album koncepcyjny.

### Lata 70. i późniejsze
Nawiązał współpracę z Lucio Battistim, która trwała siedem lat. Współpracował też z takimi artystami jak Mina, Ornella Vanoni, Lucio Dalla, Sergio Endrigo, Ricchi e Poveri, Paul Anka i Neil Sedaka. Współpracował również z najlepszymi włoskimi muzykami sesyjnymi tamtych czasów jak: perkusiści Tullio De Piscopo i Gianni Dall'Aglio, basiści Bob Callero i Gigi Cappellotto, trębacz Emilio Soana czy gitarzysta Marco Zoccheddu. Oprócz fortepianu grał również na syntezatorach, Moogu, organach Hammonda, klawinecie i innych instrumentach typowych dla tamtej epoki.
W 1979 założył własny zespół kameralny, Rondò Veneziano, znany z takich nagrań jak „La Serenissima” i „Odissea””. Sukcesem okazała się debiutancka płyta zespołu, Rondò Veneziano, wydana w 1980 roku przez Baby Records. Dzięki wysokiej sprzedaży osiągnęła ona status platynowej płyty. Wkrótce zespół rozpoczął występy telewizyjne, w trakcie których jego członkowie ubrani byli w stylu XVIII-wiecznym. Rondò Veneziano gra muzykę instrumentalną, skomponowaną przez Reverberiego, często inspirowaną muzyką kompozytorów XVIII-wiecznych, takich jak: Antonio Vivaldi, Tomaso Albinoni, Luigi Boccherini, Wolfgang Amadeus Mozart i innych. Utwory muzyki dawnej, prezentowane przez zespół, są zaaranżowane nowocześnie, stąd wśród instrumentów często pojawia się perkusja i gitara basowa. Zespół występuje w renomowanych teatrach i salach koncertowych. Znany jest z interpretacji wielu coverów. Do dziś (2016) sprzedał ponad 25 milionów płyt.